# Phytomyza anthocercidis
Phytomyza anthocercidis är en tvåvingeart som beskrevs av Spencer 1977. Phytomyza anthocercidis ingår i släktet Phytomyza och familjen minerarflugor. Inga underarter finns listade i Catalogue of Life.